# Зорин, Александр Васильевич (генерал-лейтенант)
Александр Васильевич Зорин (30 августа 1907, д. Камкино, Московская губерния, Российская Империя — 9 марта 1994, Москва) — советский военный деятель, генерал-лейтенант береговой службы (27.01.1951).

## Биография
Родился 30 августа 1907 года в деревне Камкино, ныне городского округа Домодедово, Московской области. Русский. С 1925 года работает чернорабочим на венюковской текстильной  фабрике.

### Военная служба

#### Межвоенные годы
С октября 1929 года служит в 1-й артиллерийской бригаде Морских сил Балтийского моря: — краснофлотец, инструктор по комсомольской работе учебной команды бригады. С сентября 1931 года — инструктор политотдела береговой обороны Морских сил Балтийского моря. В 1932 году окончил 1-й курс Военно-морского политического училища им. С. Г. Рошаля заочно. С апреля 1933 года — военный комиссар 4-го артиллерийского дивизиона 1-й артиллерийской бригады.
С ноября 1933 года- инструктор, а затем старший инструктор политотдела Северной военной флотилии. С октября 1936 года — слушатель Курсов усовершенствования начальствующего состава при военно-политической академии. С сентября 1937 года военный комиссар школы оружия Учебного отряда Черноморского флота. С февраля 1938 года — военный комиссар Управления военно-морских учебных заведений ВМФ СССР. С апреля 1938 года — начальник Командного управления ВМФ СССР. С апреля 1939 года — начальник Управления по командному и начсоставу ВМФ СССР. С ноября 1939 года — заместитель начальника Управления кадров офицерского состава ВМФ СССР.

#### Великая Отечественная война
С началом войны находясь в прежней должности Зорин формировал офицерский состав флотских соединений, частей морской пехоты, для защиты подступов к Москве, обороны морских баз и объектов, принимал срочные меры по повышению боевой готовности корабельного состава, подбору и назначению кадров, организовывал их профессиональную подготовку и базу комплектования.
22 января 1944 года ему было присвоено воинское звание — генерал-майор береговой службы.
В условиях дефицита людских ресурсов Управление кадров ВМФ СССР сумело обеспечить комплектование флотов и флотилий офицерским составом в соответствии с установленной штатной численностью личного состава. Управлению кадров удалось адаптироваться к условиям военного времени и справиться с задачей по своевременному комплектованию флота необходимыми командными кадрами в количестве, достаточном для достижения Победы.
24 мая 1945 года, за образцовое выполнение заданий командования, генерал-майор Зорин был награждён орденом Нахимова I степени.
Участник советско-японской войны.

#### Послевоенное время
После окончания войны оставался в прежней должности. С марта 1947 года — начальник Управления кадров ВМФ СССР. С 27 января 1951 года — генерал-лейтенант береговой службы. С апреля 1951 года — слушатель Высших политических курсов при Военно-политической академии им. В. И. Ленина. С апреля 1954 года — заместитель по политической части начальника тыла ВМФ СССР. С мая 1962 года — заместитель начальника, с мая 1955 года — начальник 2-го управления Главного управления кадров Министерства обороны СССР, с сентября 1961 года — в распоряжении Главного управления кадров. С января 1962 года — в запасе.
Скончался 9 марта 1994 года. Похоронен на Ваганьковском кладбище в Москве.

## Награды
- орден Ленина (05.11.1954)[5][6];
- два ордена Красного Знамени (22.07.1944[7], 02.09.1950[8][6]);
- орден Нахимова I степени (28.06.1945)[9];
- орден Отечественной войны I степени (28.02.1992)[10][11];
- два ордена Красной Звезды (14.06.1942[12], 03.11.1944[13][6])
  - медали в том числе:
  - «За оборону Москвы» (1945)[5];
  - «За победу над Германией в Великой Отечественной войне 1941—1945 гг.» (16.08.1945)[14]
  - «За победу над Японией» (28.02.1946)[15];
  - «Ветеран Вооружённых Сил СССР» (1976)[3];
- знак «50 лет пребывания в КПСС»[3].

Других государств
 Китай:
- медаль «Китайско-советской дружбы»;

 ПНР:
- орден «За воинскую доблесть» V класс — Серебряный крест (21.05.1946)